# Iwindi
Iwindi ist ein Verwaltungsbezirk (Ward) des Distrikts Mbeya in der gleichnamigen tansanischen Region Mbeya.

## Geografie
Iwindi liegt im Südwesten von Tansania südwestlich der Regionshauptstadt Mbeya. Der Bezirk hat eine Fläche von 107,8 Quadratkilometern und bei der Volkszählung 2022 lebten hier 23.109 Menschen in 6110 Haushalten.

## Gliederung
Der Bezirk besteht aus zehn Gemeinden (Mtaa) mit 57 Orten (Kitongoji):
| Iwindi - Igawilo - Nshala - Ijombe - Isanga - Ipipa - Ihobha - Usahandeshe - Iwindi | Maganjo - Barabarani - Mjimwema - Mlimani - Mbilwa - Makatani - Maganjo | Igonyamu - Igonyamu - Mazoha - Lyanda mpalala - Nsega - Sahandeshe - Gezatulolane - Nsalafu | Mwampalala - Nsenga - Sibudwa - Masebe - Mwambale - Iwuzi - Majengo - Lusungo | Itimu - Itimu - Mwansita - Mwambale - Msituni - Igombe - Njiapanda | Mwaselela - Mwaselela - Iwanga - Tazama - Isanga B - Shizi | Mwashiwawala - Mwashiwawala - Mina - Relini - Nsongole - Lusungo | Isangala - Mande - Igosa - Nzinga - Isangala kati - Madindika - Iwe - Igagu | Nsambya - Nsambya - Ilindi A - Ilindi B | Inolo - Inolo - Iduji - Kasalia |

## Wirtschaft und Infrastruktur
- Bildung: Die Iwindi Secondary School ist eine staatliche weiterführende Schule, die Jugendliche bis zur 4. Stufe ausbildet.[6] Diese Schule bietet auch Heimplätze an.[7] Eine staatliche weiterführende Tagesschule befindet sich in Mwaselela.[8]
- Gesundheit: Im Bezirk befinden sich vier Apotheken, je eine in Iwindi,[9] Maganjo,[10] Isangala[11] und Nsambya.[12]
- Verkehr: Iwindi ist über die asphaltierte Nationalstraße T1 gut an Mbeya angebunden.[13]